# Irina Klabuhn

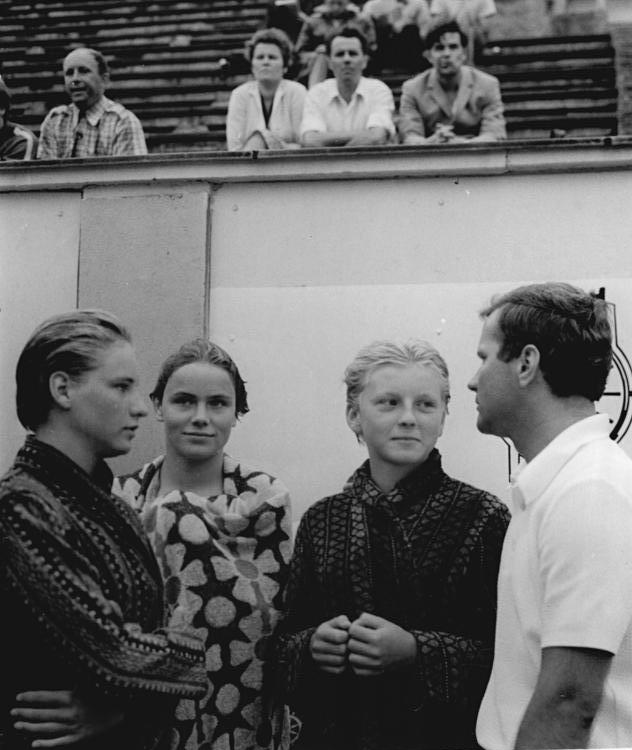
Irina Klabuhn (3. von links) am 20. Juli 1969 bei den DDR-Meisterschaften im Wasserspringen

Irina Klabuhn, verheiratete Irina Walkowiak, (* 17. Juni 1954 in Berlin) ist eine deutsche Fallschirmspringerin. Die sechsmalige Weltmeisterin war von 1971 bis 1982 beim SC Dynamo Hoppegarten aktiv.

## Leben
Klabuhn wurde in Ost-Berlin geboren, besuchte eine Kinder- und Jugend Sportschule (KJS) und war zunächst als Wasserspringerin beim TSC Berlin aktiv. Nach dem Abschluss der Schule studierte sie Rechtswissenschaften und wurde Diplom-Juristin.
Ab 1971 war Klabuhn Fallschirmspringerin beim SC Dynamo Hoppegarten und nahm mehrfach an Weltmeisterschaften teil. 1974 wurde sie Weltmeisterin im Gruppenzielspringen, 1974 und 1982 im Figurenspringen. 1980 gewann sie die Wettbewerbe im Gruppenzielspringen, Figurenspringen und in der Kombination und wurde dreifache Weltmeisterin. 1982 beendete sie ihre sportliche Karriere. Später lebte sie in Chemnitz.